# Vietnam International 2005
Die Vietnam International 2005 im Badminton fanden vom 18. bis zum 22. Mai 2005 statt.

## Sieger und Platzierte
| Disziplin    | Gold                            | Silber                     | Bronze                                            |
| ------------ | ------------------------------- | -------------------------- | ------------------------------------------------- |
| Herreneinzel | Simon Santoso                   | Jung Hoon-min              | Nguyễn Tiến Minh                                  |
| Herreneinzel | Simon Santoso                   | Jung Hoon-min              | Yohan Hadikusumo Wiratama                         |
| Dameneinzel  | Sujitra Ekmongkolpaisarn        | Julia Wong Pei Xian        | Lê Ngọc Nguyên Nhung                              |
| Dameneinzel  | Sujitra Ekmongkolpaisarn        | Julia Wong Pei Xian        | Molthila Meemeak                                  |
| Herrendoppel | Zakry Abdul Latif Gan Teik Chai | Han Sang-hoon Hwang Ji-man | Nguyễn Quang Minh Trần Thanh Hải                  |
| Herrendoppel | Zakry Abdul Latif Gan Teik Chai | Han Sang-hoon Hwang Ji-man | Rian Sukmawan Rendra Wijaya                       |
| Damendoppel  | Ha Jung-eun Oh Seul-ki          | Kang Hae-won Kim Min-jung  | Liu Fan Frances Shinta Mulia Sari                 |
| Damendoppel  | Ha Jung-eun Oh Seul-ki          | Kang Hae-won Kim Min-jung  | Siti Mahiroh Richa Sari Pawestri                  |
| Mixed        | Hwang Ji-man Oh Seul-ki         | Jeon Jun-bum Ha Jung-eun   | Han Sang-hoon Kim Min-jung                        |
| Mixed        | Hwang Ji-man Oh Seul-ki         | Jeon Jun-bum Ha Jung-eun   | Songphon Anugritayawon Kunchala Voravichitchaikul |